# 威烈王
威烈王（いれつおう、生年不詳 - 紀元前402年、在位：紀元前425年 - 紀元前402年）は、周王朝第32代の王。考王の子。弟は姫班（鞏叔、鞏の君主）。姫驕（安王）の父。
紀元前403年、晋大夫の韓虔、趙籍、魏斯をそれぞれ韓侯、趙侯、魏侯に封じ、三家分晋と称される冊封を行った。三家分晋は春秋時代の終息であり、戦国時代へと本格的に突入することとなった。
この年を以って『資治通鑑』の記載が開始されている。